# آرتسواشن (کاشاتاق)
آرتسواشن (به ارمنی: Արծվաշեն) یک منطقهٔ مسکونی در جمهوری آرتساخ است که در استان کاشاتاق واقع شده‌است.